# Vivo de Zamenhof
Vivo de  Zamenhof (Esperanto für Leben des Zamenhof) ist eine Biographie über Ludwik Lejzer Zamenhof, den Begründer der Internationalen Sprache Esperanto, die der Schweizer Edmond Privat auf Esperanto konzipierte und verfasste. 1920 erschien sie zum ersten Mal mit 208 Seiten; eine zweite, 109-seitige Ausgabe folgte im Jahre 1923.
Die Titel der Kapitel lauten:
- La gentoj en Litva lando (Die Ethnien im Großherzogtum Litauen)
- Infano en Bjalistoko (Kind in Białystok)
- Gimnaziano en Varsovio (Gymnasiast in Warschau)
- Studentaj jaroj (Studienjahre)
- Doktoro E., idealista profeto (Doktor Esperanto, ein idealistischer Prophet)
- Homarano (Humanist[1])
- Kongresaj paroladoj (Reden bei den Kongressen)
- Lingvisto (Linguist)
- Verkisto (Schriftsteller)
- Etika pensulo (Ein ethischer Philosoph)
- Homo ĉe morto (Ein Mensch, dem Tode nah).

Diese Biographie erschien 1931 auch in englischer und 1934 in niederländischer Übersetzung. Es folgten weitere Ausgaben auf Esperanto. Unter anderem veröffentlichte der Verlag der UEA 2007 eine vom deutschen Historiker Ulrich Lins um Quellenangaben, eine aktualisierte Bibliografie sowie weiteres Material ergänzte Version.